# Leo Baekeland
Leo Hendrik Baekeland (Sint-Martens-Latem, 14 novembre 1863 – Beacon, 23 febbraio 1944) è stato un chimico statunitense di origine belga, inventore della bachelite, la prima resina sintetica.

## Biografia
Figlio di un calzolaio, si appassionò a chimica, fisica, matematica ed economia e nel 1882 si laureò in chimica all'università di Gand, in Belgio. Nel 1889, dopo essersi sposato, si trasferì negli Stati Uniti. Nel 1893 fondò a Yonkers la Nepera chemical company per la fabbricazione del Velox, una carta fotografica che rivoluzionava il procedimento di stampa della fotografia in quanto si poteva sviluppare con la luce artificiale. Cinque anni più tardi vendeva l'azienda ed il brevetto alla Kodak di George Eastman per un'ingente cifra di $750.000.
Nel 1905, nel suo laboratorio di Yonkers presso New York, mentre cercava un surrogato della gommalacca, combinò il fenolo con la formaldeide ottenendo una materia plastica di colore scuro che, dal suo cognome, chiamò bachelite (bakelite). La brevettò nel 1906 e ne iniziò la produzione industriale, fondando, nel 1910, la General Bakelite Company.
Capostipite delle materie plastiche sintetiche è la celluloide, inventata nel 1869 dall'americano John Wesley Hyatt; ma la bakelite ha caratteristiche nettamente superiori e venne variamente utilizzata per molti anni.
La rivista Time lo ha classificato fra i cento più grandi personaggi del XX secolo.